# Přátelé Miloše Zemana
Přátelé Miloše Zemana, z. s., je spolek, jehož uváděným hlavním cílem je propagace názorů a postojů Miloše Zemana a zároveň kultivace veřejného života v České republice. Spolek podporoval kandidaturu Miloše Zemana na prezidenta v roce 2013 a především v roce 2018, kdy sloužil jako základní prvek jeho kampaně včetně zajišťování většiny financování.  

## Historie
Vznikl ještě jako občanské sdružení 24. července 2008, zakládajícími členy byli Miroslav Grégr, Karel Srp a Miroslav Šlouf.
Jedním z cílů spolku už v době jeho založení bylo, aby se Miloš Zeman stal českým prezidentem, což ve volbách roku 2013 podařilo. V roce 2009 Přátelé Miloše Zemana založili Stranu Práv Občanů ZEMANOVCI, vznik politické strany tehdy podpořily více než dvě třetiny delegátů na sjezdu v Praze. Strana sama však v dalších sněmovních volbách neuspěla, získala pouze 1,51 % hlasů a do Poslanecké sněmovny se tak nedostala.
V prezidentských volbách roku 2018 spolek vedl masivní kampaň na podporu Miloše Zemana. K 4. lednu 2018 však spolek nebyl registrován jako třetí osoba pro volbu prezidenta na stránkách Úřadu pro dohled nad hospodařením politických stran a politických hnutí. Spolek sehrál důležitou roli v tom, že se Zeman podruhé stal prezidentem, jeho okolí ho totiž použilo k neprůhlednému získání více než 10 milionů korun, za které pak platilo Zemanovu kampaň. Kdyby dárci poslali peníze přímo, byla by jejich podpora veřejně známá. Takto však zůstalo skryto, komu přesně Zeman vděčí za financování kampaně. Po volbách spolek získal získal prestižní adresu přímo na Pražském hradě (Na Opyši 192/8, Hradčany).
Mynářem vedený úřad (spolku) sdělil, že dohoda o virtuální adrese platí do 1. března 2023 a předtím si spolek z Hradu sídlo odhlásí. Protože se tak nestalo, vyzvala v březnu 2023 Správa Pražského hradu za nového prezidenta Petra Pavla spolek k tomu, aby své sídlo v registru změnil.

### Financování kampaně v roce 2017
Podle přehledu nepeněžitých bezúplatných plnění spolek v prvním kole poskytl do kampaně plnění ve výši přes 8 mil. Kč. Zemanův poradce Martin Nejedlý záležitost komentoval slovy: „Kampaň Miloše Zemana neexistuje. Chceme vyjádřit podporu, nebavme se proto o kampani, ale o podpoře. To je strašný rozdíl.“ Dodal, že financování billboardů se voliči dozvědí až v květnu, tedy po prezidentských volbách. Původ peněz nedokázal vysvětlit ani další člen spolku, Jan Veleba.
V lednu 2018 Miloš Zeman zveřejnil seznam dárců spolku. Jedná se o šest firem a čtrnáct osob, mezi kterými je firma Ray Service, majitel reklamní a tiskařské firmy Jiří Rozsypálek, podnikatel Jiří Berger, advokáti Jiří Jestřáb a Richard Tománek, podnikatelé Tomáš Haratek a René Gucký. Dalšími sponzory jsou Jaroslav Menčík, Martin Chládek, Jan Kůna, Petr Tauchman, Petr Sádlo, Luboš Kozák, Jana Verneková, Miloslav Havlíček a firmy J.K.L. PARTNERS s.r.o., CONTRADICTION s.r.o., CAR SERVICE GROUP, Filafil a.s. a Komerc Servis CZ, s.r.o.
V souvislosti s financováním činnosti spolku se v Českém rozhlase objevilo mimo jiné jméno reklamní agentury Olmer ad (dříve IMDZ) spojené s aktivitami českého podnikatele Pavla Tykače a jeho skupiny Severní energetická. 885 tisíc korun z milionu, který agentuře Olmer ad v prosinci 2017 naúčtovala ztrátová firma Contradiction bylo ještě v témže měsíci odesláno na účet spolku Přátelé Miloše Zemana. Úřad pro dohled nad hospodařením politických stran a hnutí financování volební kampaně prověřoval, nicméně transakce typu převodu mezi společností Contradiction a Olmer ad jsou mimo záběr tohoto prověření. Agentura Olmer ad nicméně popírá, že by transakce měla spojitost s následným darem společnosti Contradiction. Společnosti Contradiction popírá, že by transakce a dar měly spojení s obchodními aktivitami některé z firem. Možnost propojení s darem popírá i Pavel Tykač
V březnu 2023 udává spolek hodnotu majetku 19 tisíc korun a dluží více než 1,5 milionu korun.

## Popis
Kolegium zakládajících členů se stalo statutárním orgánem sdružení, které ze svého středu volí předsedu, který pak reprezentuje sdružení navenek, které jmenuje a odvolává členy 21členné Rady zakladatelů sdružení, a které rozhoduje o přijetí fyzické nebo právnické osoby za člena sdružení a o zániku členství ve sdružení. Alespoň jednou ročně se schází Shromáždění členů sdružení, které projednává koncepční otázky.
Podle zápisu ve spolkovém rejstříku je předsedou představenstva Zemanův kancléř Vratislav Mynář, dále záznamy uvádějí jako člena představenstva Karla Srpa. Mezi členy patří i Martin Nejedlý a předseda Strany Práv Občanů Jan Veleba. Spolek od svého založení nevykázal ani jednu výroční zprávu.